# Stactobia dain
Stactobia dain is een schietmot uit de familie Hydroptilidae. De soort komt voor in het Oriëntaals gebied.